# WNv Teamwork
wNv Teamwork (WisdomNerveVictory = wNv) — Одна из первых китайских киберспортивных организаций, основана в 2003 году в Пекине. Мировой известности добилась с победами на крупных чемпионатах Европы и Азии. В 2005 году получила первый титул чемпионов мира.
Основные подразделения: Counter-Strike, Warcraft III, Need for Speed.

## История
19 января 2007 года wNv стала членом G7 Teams, однако уже спустя два года вышла из данной организации.
2 ноября 2008 года закрыто подразделение Counter-Strike.
5 ноября 2008 года закрыто подразделение Warcraft III.

## Составы дивизионов
| Состав на сентябрь 2010 года - Huang «Space» XiaoTian - Che «enter» Lei - Hou «bigun» Hao - Wang «aska» Xi - Zhao «xpy» Xiaoyu Бывшие игроки Counter-Strike 1.6 male Состав на 2009 год - BiaoHong «Rita» Huang - LiXian «JK» Ho - ZhengChao «Qwe» Xie - Jing «JP» Fen - Lin «kratos» Guo Состав на 2008 год - Bin «Savage» Liu - Wei «FOREVER» Yu - Runbo «Sakula» Wu - Zhengwei «alex» Bian - Likan «K\|ng’Z» Luo Состав на WEG Masters 2006 - Zhen Wei «44’alex» Bian - Ke Fei «Jungle» Yang - Jiang «Mikk» Pu - Run Bo «Sakula» Wu - Xing Ju «tK» Ma | Бывшие игроки Warcraft III - Хуан «TH000» Сян (до 2008 года) - Dae Hui «FoV» Cho Бывшие игроки Need for Speed |

## Достижения

### Counter-Strike 1.6 male
| Место | Турнир                                           | Место проведения                 | Дата проведения          | Призовые |
| ----- | ------------------------------------------------ | -------------------------------- | ------------------------ | -------- |
|       | IEF 2009                                         | Далянь                           | 22-23 июня 2009 года     | €4 175   |
|       | Extreme Masters III Continental Finals Asia 2009 | Чэнду                            | 17-18 января 2009 года   | $25 000  |
|       | WSVG China 2007                                  | Китай                            | 7 мая 2007 года          | $10 000  |
|       | KODE5 Global Finals 2006                         | Лейпциг                          | 28-29 сентября 2006 года | $10 000  |
|       | WSVG China 2006                                  | Китай                            | 2006                     | $        |
|       | WCG Asian Championship 2006                      | Флаг Сингапура                   | 2-5 августа 2006 года    | $        |
|       | World e-Sports Games Masters 2006                | Шанхай                           | 1-2 мая 2006 года        | $70 000  |
|       | World e-Sports Games 2005 Season 3               | Сеул                             | 2005                     | $        |
| 5—8   | Electronic Sports World Cup 2005                 | Париж                            | 2005                     | $        |
| 5—8   | World e-Sports Games 2005 Season 2               | Сеул                             | 2005                     | $        |
| 5—8   | World e-Sports Games 2005 Season 1               | Намъянджу Пекин (финальные игры) | 2005                     | $        |

### Warcraft III
- WC3L Season XI: 5. Platz
- WC3L Season XII: 11. Platz
- — World Series of Video Games 2006 — Dae Hui «FoV» Cho
- — Pro Gamer League 2007 — Huang «TH000» Xiang